# Mauth
Mauth (zastarale česky Mýto) je německá obec v zemském okrese Freyung-Grafenau ve spolkové zemi Bavorsko. Žije zde přibližně 2 200 obyvatel. Nachází se na okraji Národního parku Bavorský les. Centrum obce leží cca 8 km od státní hranice s Českou republikou kde je hraniční přechod pro pěší Bučina - Finsterau.

## Místní části
- Annathal
- Bärnbachruh
- Finsterau
- Heinrichsbrunn
- Hohenröhren
- Neuhütte
- Spicking
- Tummelplatz
- Vierhäuser
- Zwölfhäuser